# Nesselbrunn
Nesselbrunn ist der nördlichste Ortsteil der Gemeinde Weimar (Lahn) im mittelhessischen Landkreis Marburg-Biedenkopf.

## Geschichte

### Ortsgeschichte
Die älteste bekannte schriftliche Erwähnung von Nesselbrunn erfolgte unter dem Namen Nescilborn im Jahr 1358 in einer Urkunde der Deutschordensballei Hessen.
Im Zuge der Gebietsreform in Hessen wurde die bis dahin selbständige Gemeinde Nesselbrunn zum 1. Juli 1974 kraft Landesgesetz in die Großgemeinde Weimar eingemeindet. Für Nesselbrunn wurde wie für die übrigen Ortsteil ein Ortsbezirke mit Ortsbeirat und Ortsvorsteher eingerichtet.

### Verwaltungsgeschichte im Überblick
Die folgende Liste zeigt die Staaten und Verwaltungseinheiten, denen Nesselbrunn angehört(e):
- vor 1567: Heiliges Römisches Reich, Landgrafschaft Hessen, Gericht Weitershausen (Gericht Weitershausen, auch genannt Gericht Reitzberg, bestand aus den Orten Weitershausen, Nesselbrunn und der Hälfte von Dilschhausen)[7]
- ab 1567: Heiliges Römisches Reich (bis 1806), Landgrafschaft Hessen-Marburg, Amt Marburg[8]
- 1604–1648: Heiliges Römisches Reich, strittig zwischen Landgrafschaft Hessen-Darmstadt und Landgrafschaft Hessen-Kassel (Hessenkrieg), Amt Marburg
- ab 1648: Heiliges Römisches Reich, Landgrafschaft Hessen-Kassel, Amt Marburg
- ab 1806: Landgrafschaft Hessen-Darmstadt, Oberhessen, Amt Kaldern und Reitzberg
- 1807–1813: Königreich Westphalen, Departement der Werra, Distrikt Marburg, Kanton Kaldern
- ab 1815: Kurfürstentum Hessen, Amt Kaldern und Reitzberg[9]
- ab 1821: Kurfürstentum Hessen, Provinz Oberhessen, Kreis Marburg[10][Anm. 1]
- ab 1848: Kurfürstentum Hessen, Bezirk Marburg
- ab 1851: Kurfürstentum Hessen, Provinz Oberhessen, Kreis Marburg
- ab 1867: Königreich Preußen, Provinz Hessen-Nassau, Regierungsbezirk Kassel, Kreis Marburg
- ab 1871: Deutsches Reich,  Königreich Preußen, Provinz Hessen-Nassau, Regierungsbezirk Kassel, Kreis Marburg
- ab 1918: Deutsches Reich, Freistaat Preußen, Provinz Hessen-Nassau, Regierungsbezirk Kassel, Kreis Marburg
- ab 1944: Deutsches Reich, Freistaat Preußen, Provinz Kurhessen, Landkreis Marburg
- ab 1945: Deutsches Reich, Amerikanische Besatzungszone, Groß-Hessen, Regierungsbezirk Kassel, Landkreis Marburg
- ab 1946: Dreutsches Reich, Amerikanische Besatzungszone, Hessen, Regierungsbezirk Kassel, Landkreis Marburg
- ab 1949: Bundesrepublik Deutschland, Hessen, Regierungsbezirk Kassel, Landkreis Marburg
- ab 1974: Bundesrepublik Deutschland, Hessen, Regierungsbezirk Kassel, Landkreis Marburg-Biedenkopf, Gemeinde Weimar

### Gerichte seit 1821
Mit Edikt vom 29. Juni 1821 wurden in Kurhessen Verwaltung und Justiz getrennt. In Marburg wurde der Kreis Marburg für die Verwaltung eingerichtet und das Landgericht Marburg war als Gericht in erster Instanz für Nesselbrunn zuständig. 1850 wurde das Landgericht in Justizamt Marburg umbenannt. Nach der Annexion Kurhessens durch Preußen erfolgte am 1. September 1867 die Umbenennung des bisherigen Justizamtes in Amtsgericht Marburg. Auch mit dem Inkrafttreten des Gerichtsverfassungsgesetzes von 1879 blieb das Amtsgericht unter seinem Namen bestehen.

## Bevölkerung

### Einwohnerstruktur 2011
Nach den Erhebungen des Zensus 2011 lebten am Stichtag dem 9. Mai 2011 in Nesselbrunn 90 Einwohner. Darunter waren keine Ausländer.
Nach dem Lebensalter waren 12 Einwohner unter 18 Jahren, 42 zwischen 18 und 49, 18 zwischen 50 und 64 und 21 Einwohner waren älter. Die Einwohner lebten in 36 Haushalten. Davon waren 6 Singlehaushalte, 9 Paare ohne Kinder und 15 Paare mit Kindern, sowie 3 Alleinerziehende und 3 Wohngemeinschaften. In 6 Haushalten lebten ausschließlich Senioren und in 21 Haushaltungen leben keine Senioren.

### Einwohnerentwicklung
| Quelle: | Historisches Ortslexikon                                                               |
| • 1577: | 11 Hausgesesse                                                                         |
| • 1630: | 10 Mannschaften (3 zweispännige, 2 einspännige Ackerleute, 5 Einläuftige)              |
| • 1681: | 8 hausgesessene Mannschaften                                                           |
| • 1838: | Familien: 12 nutzungsberechtigte, 3 nicht nutzungsberechtigte Ortsbürger, 4 Beisassen. |

| Nesselbrunn: Einwohnerzahlen von 1747 bis 2011 | Nesselbrunn: Einwohnerzahlen von 1747 bis 2011 | Nesselbrunn: Einwohnerzahlen von 1747 bis 2011 | Nesselbrunn: Einwohnerzahlen von 1747 bis 2011 | Nesselbrunn: Einwohnerzahlen von 1747 bis 2011 |
| --- | ---------------------------------------------- | ---------------------------------------------- | ---------------------------------------------- | ---------------------------------------------- |
| Jahr |                                                |                                                |                                                | Einwohner                                      |
| 1747 | 1747                                           |                                                | 87                                             | 87                                             |
| 1800 | 1800                                           |                                                | ?                                              | ?                                              |
| 1834 | 1834                                           |                                                | 94                                             | 94                                             |
| 1840 | 1840                                           |                                                | 121                                            | 121                                            |
| 1846 | 1846                                           |                                                | 118                                            | 118                                            |
| 1852 | 1852                                           |                                                | 119                                            | 119                                            |
| 1858 | 1858                                           |                                                | 106                                            | 106                                            |
| 1864 | 1864                                           |                                                | 102                                            | 102                                            |
| 1871 | 1871                                           |                                                | 96                                             | 96                                             |
| 1875 | 1875                                           |                                                | 102                                            | 102                                            |
| 1885 | 1885                                           |                                                | 106                                            | 106                                            |
| 1895 | 1895                                           |                                                | 95                                             | 95                                             |
| 1905 | 1905                                           |                                                | 101                                            | 101                                            |
| 1910 | 1910                                           |                                                | 115                                            | 115                                            |
| 1925 | 1925                                           |                                                | 90                                             | 90                                             |
| 1939 | 1939                                           |                                                | 104                                            | 104                                            |
| 1946 | 1946                                           |                                                | 146                                            | 146                                            |
| 1950 | 1950                                           |                                                | 131                                            | 131                                            |
| 1956 | 1956                                           |                                                | 76                                             | 76                                             |
| 1961 | 1961                                           |                                                | 91                                             | 91                                             |
| 1967 | 1967                                           |                                                | 93                                             | 93                                             |
| 1980 | 1980                                           |                                                | ?                                              | ?                                              |
| 1990 | 1990                                           |                                                | ?                                              | ?                                              |
| 2000 | 2000                                           |                                                | 83                                             | 83                                             |
| 2005 | 2005                                           |                                                | 97                                             | 97                                             |
| 2010 | 2010                                           |                                                | 90                                             | 90                                             |
| 2011 | 2011                                           |                                                | 90                                             | 90                                             |
| Datenquelle: Historisches Gemeindeverzeichnis für Hessen: Die Bevölkerung der Gemeinden 1834 bis 1967. Wiesbaden: Hessisches Statistisches Landesamt, 1968. Weitere Quellen: LAGIS; nach 1970: Gemeinde Weimar; Zensus 2011 |                                                |                                                |                                                |                                                |

### Historische Religionszugehörigkeit
Quelle: Historisches Ortslexikon
| • 1861: | 101 evangelisch-lutherische Einwohner                            |
| • 1885: | 106 evangelische (= 100,00 %) Einwohner                          |
| • 1961: | 083 evangelische (= 91,21 %), 8 katholische (= 8,79 %) Einwohner |

### Historische Erwerbstätigkeit
Quelle: Historisches Ortslexikon
| • 1747: | Erwerbspersonen: 3 Schmiede, 1 Schneider, 2 Wagner, 1 Bierschenker, 4 Tagelöhner.                           |
| • 1838: | Familien: 12 Ackerbau, 4 Gewerbe, 2 Tagelöhner.                                                             |
| • 1961: | Erwerbspersonen: 50 Land- und Forstwirtschaft, 12 Produzierendes Gewerbe, 2 Dienstleistungen und Sonstiges. |

## Sehenswürdigkeiten
Sehenswert in Nesselbrunn sind vor allem die zahlreichen alten Fachwerkhäuser.

## Vereine
Neben einer Freiwilligen Feuerwehr, deren Räumlichkeiten im Dorfgemeinschaftshaus untergebracht sind, gibt es in Nesselbrunn auch eine Gymnastikgruppe, den TSV Nesselbrunn und seit 2006 eine Arbeitsgruppe zum Thema Heimatgeschichte. Seit 2020 gibt es einen Reitverein, den PSC Niederhof/Nesselbrunn.